# Julian Hume
Julian Pender Hume (Ashford, 3 de março de 1960) é um paleontólogo, artista e escritor inglês, conhecido por ser um grande especialista em dodôs. Sua carreira começou como artista especializado na reconstrução de espécies extintas, depois graduou-se em paleontologia pela Universidade de Portsmouth, seguido por um PhD no mesmo tema, organizado conjuntamente pela Universidade de Portsmouth e pelo Museu de História Natural. Ele viajou extensivamente, trabalhando em escavações fósseis, mas a sua principal área de pesquisa é nas Ilhas Mascarenhas (Maurício, Reunião e Rodrigues), onde em particular, ele tem estudado a história do dodô (Raphus cucullatus).